# ズィグムント・ベルリンク

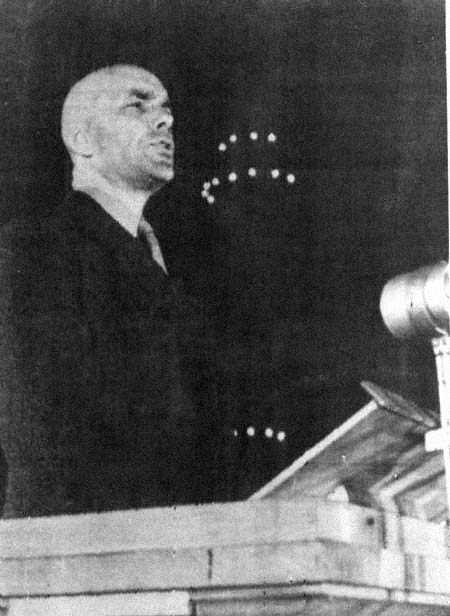
ズィグムント・ベルリンク

ズィグムント・ベルリンク（ポーランド語: Zygmunt Berling, 1896年4月28日 - 1980年7月11日）は、ポーランドの軍人。装甲大将。
クラクフ近郊のリマノヴァ出身。1915年、ユゼフ・ピウスツキのポーランド軍団に入隊し、オーストリア＝ハンガリー軍側で戦う。当初は第2連隊、後に第4連隊において小隊長、中隊長として勤務。1918年5月、オーストリア＝ハンガリー軍に異動し、第32歩兵連隊に勤務。
1918年11月、ポーランド軍に入隊し、第4歩兵連隊の中尉となる。ポーランド・ソビエト戦争時、中隊、後にリヴォフ防衛の際大隊を指揮。戦中の功績により、ヴィルトゥチ・ミリタリ銀十字章を受章。
両大戦間、第15歩兵師団、第5軍団の参謀部、国防省で勤務し、その後、第6歩兵連隊、1939年に第4歩兵連隊を指揮。彼の同僚の言葉によれば、ベルリンクには軍事的才能はなかった。1939年7月、大佐で退役。
ベルリンクは、ドイツ軍のポーランド侵攻をヴィリノの自宅で迎える。ポーランド占領後、ソ連内務人民委員部（NKVD）により逮捕され、7,500人のポーランド人将校と共にスタロベリスク・ラーゲリに収容された。収容中、NKVDとの協力に同意し、1940年10月、共産主義に共感するポーランド人将校のための特殊収容所に移送された。
1941年6月22日、13人のポーランド人将校がソ連政府に手紙を出し、ドイツ軍と戦う機会を与えるように要請した。その後、ポーランド人捕虜からヴワディスワフ・アンデルス将軍の第5ポーランド師団の編成が始まり、ベルリングはその参謀長に任命された。その後、クラスノヴォーツクの軍事訓練キャンプを指揮。1943年からポーランド愛国者同盟組織委員会（後に理事会）委員。
アンデルス将軍が部隊を引き連れソ連を出国した後、ソビエト当局は、完全に意のままとなる新たなポーランド軍の編成を開始した。ベルリンクは、新ポーランド軍（1943年にコシューシコ名称第1ポーランド師団）の長となった。1943年8月、師団は軍団に拡張された。1944年3月～10月、在ソ・ポーランド軍司令官、同年7月からポーランド軍第1軍司令官。第1軍は、生粋のポーランド人は少なく、主としてポーランド系ソ連人により充足された（しばしば、姓名がポーランド風というだけで同軍に編入された）。1944年7月からポーランド軍副総司令官、ルプリン委員会国防次官。1944年10月、ヴィスワ川渡河の失敗後、ベルリンクはモスクワに召還され、参謀本部軍事アカデミーの教育に送られた。
1947年、ポーランドに帰国し、1948年、ポーランド軍参謀本部アカデミー校長に任命。1953年、退役。
1963年、 ポーランド統一労働者党に入党。